# Polygone convexe
En géométrie, un polygone convexe est un polygone simple dont l'intérieur est un ensemble convexe. Un polygone simple qui n'est pas convexe est dit concave,.

Exemple d'un polygone convexe : un pentagone régulier

## Propriétés

Exemple d'un polygone simple concave, c'est-à-dire non convexe

- Pour un polygone simple, les propriétés suivantes sont équivalentes :
  - le polygone est convexe,
  - les angles du polygone sont tous inférieurs à 180 degrés,
  - tout segment joignant deux sommets du polygone est inclus dans la composante fermée bornée délimitée par le polygone.
  - Le polygone est toujours entièrement inclus dans un demi-plan dont la frontière porte un côté quelconque du polygone.
- Tout polygone simple régulier est convexe.

## Polygone strictement convexe
Un polygone simple est strictement convexe si chacun de ses angles est strictement inférieur à 180 degrés (pas d'angle plat). De manière équivalente, un polygone est strictement convexe si tout segment de droite joignant deux sommets non consécutifs du polygone est contenu, à l'exception de ses extrémités, dans l'intérieur du polygone.
Tout triangle non dégénéré est strictement convexe.